# Майски хребет
Ма̀йският хребет (на руски: Майский хребет) е планински хребет в Далечния Изток, разположен в централната част на Хабаровски край, Русия.
Простира се на протежение от 200 km покрай десния бряг на река Мая (ляв приток на Уда, от басейна на Охотско море). На северозапад се свързва с хребета Джугдир, на югоизток завършва при устието на Мая, а на юг склоновете му са дълбоко разчленени от левите притоци на Уда. Максимална височина 1892 m (54°45′59″ с. ш. 133°43′29″ и. д. / 54.766389° с. ш. 133.724722° и. д.), разположена в източната му част. Изграден е основно от метаморфни скали и гранити, а на югоизток – от ефузивни скали и туфи. От него водят началото си малки, къси и бурни реки десни притоци на Мая и значително по-дълги леви притоци на Уда (Удихин, Чогар, Гига, Чалярин, Ногали и др.). По склоновете му до височина 1000 m расте смърчово-елова и лиственична тайга, а нагоре следва кедров клек и планинска тундра.
Майският хребет е открит през 1857-58 г. от руския геолог Николай Павлович Аносов, а през юни и юли 1897 г. видния полски геолог Карл Богданович го изследва и заснема топографски.

## Топографска карта
- Топографска карта N-53-А; М 1:500 000[2]